# Levant (Maine)
Levant – miasto w Stanach Zjednoczonych, w stanie Maine, w hrabstwie Penobscot.